# Kenéz Kincső
Kenéz Kincső  (Budapest, 2008. szeptember 2.)  

## Pályafutása
Kenéz Kincső gyermekkorában úszott és kézilabdázott, majd végül - követve a családi hagyományokat - vízilabdázni kezdett. Kilencévesen már a Dunántúli Vízilabda Liga (DVL) Baby bajnokságában szerepelt, négy mérkőzésen a Kópé Vízilabda Kft. csapatának színeiben. Ezt követően a budapesti korosztályos bajnokságokban játszott a KÓPÉ ÚVSE, a FTC-Telekom, a KSI-Százhalombatta csapataiban, majd az országos korosztályos bajnokságokban is KSI SE, a KESI, a III.ker. TVE egyesületek gárdáiban. Utóbbi klub együttesében debütált a női OB1-ben 13 évesen és 18 mérkőzésen 8 gólt szerzett. 2022-től a Szegedi Női Vízilabda Egyesülethez igazolt, ahol 19 mérkőzésen 25 gólt lőtt. 2023 júniusában - az U15-ös leányválogatott csapatkapitányaként - részt vett a horvátországi Európa-bajnokságon, ahol a harmadik helyet szerezték meg. Ugyanezen év novemberében a magyar női vízilabdakupa (hivatalos nevén BENU Női Magyar Kupa) döntőjében a Ferencváros együtteset legyőzve immáron az UVSE színeiben kupagyőztes lett. Tagja a 2023-24-es magyar női vízilabda-bajnokságot nyert UVSE felnőtt csapatának. 2024 júliusában a törökországi U16-os világbajnokságon szereplő magyar válogatottal ezüstérmes, három mérkőzésen a mezőny legjobbja címet is elhódította és egyedüli magyarként bekerült a torna All-Star csapatába is.

## Díjai, elismerései
- Klubbal elért sikerei:
  - UVSE:
    - Magyar bajnokság
      - Győztes (1): 2024

    - Magyar vízilabdakupa:
      - Győztes (1): 2023
- Válogatottal:
  - Magyarország
    - U15 Európa-bajnokság:
      - Bronzérem (1): 2023[8]

    - U16 Világbajnokság:  
      - Ezüstérem (1): 2024